# FLP ABe 4/6
1968 beschaffte die Ferrovia Lugano–Ponte Tresa (FLP) drei Gelenktriebwagen vom Typ ABe 4/6, das heisst mit erster und zweiter Wagenklasse sowie vier angetriebenen Achsen von insgesamt sechs Achsen. Sie erhielten bei der FLP die Nummern 10–12. Die Triebwagen entsprachen weitgehend den 1963 an die FART gelieferten ABFe 6/6 31–32, bei denen allerdings alle drei Drehgestelle angetrieben waren und zudem ein Gepäckabteil vorhanden war.
Die Triebwagen waren im Unterschied zum bestehenden Rollmaterial der FLP mit Druckluftbremse und automatischer GF-Kupplung vom Tramtyp (GFT) ausgerüstet. Passend zu den Triebwagen wurden drei Anhängewagen B 33–35 von SWP beschafft, die das Platzangebot zu Spitzenzeiten erweiterten. Mit diesem Rollmaterial wurde auf der FLP per 29. September 1968 ein Halbstundentakt eingeführt, wofür zwei Triebwagen benötigt wurden; der dritte bildete die Reserve. 1975 wurden Kupplung und Bremsen des Postwagens Z° 8 angepasst, so dass er von den ABe 4/6 mitgeführt werden konnte.
Die ABe 4/6 wurden 1977 (Nr. 12) und 78 (Nr. 10 und 11) an die SSIF verkauft, die ihre elektrische Ausrüstung und die Kupplungen in der FART-Werkstätte Locarno den FART-ABDe 6/6 31–32 angleichen sowie ein WC einbauen liess, und sie als ABe 6/6 33–35 zwischen 1979 und 1980 wieder in Betrieb nahm. Bei der FLP wurden die Triebwagen durch fünf neue Triebzüge vom Typ RBS Be 4/8 (Nr. 21–25) ersetzt. Da diese Züge erst ab Ende 1978 abgeliefert wurden, kam zunächst (1977–79) der RBS Be 4/8 53 zum Einsatz; dieser Triebzug trägt deshalb bis heute das Wappen von Lugano.
Die Gelenktriebwagen wurden von Schindler Waggon in Pratteln hergestellt, die elektrische Ausrüstung lieferte die BBC-Tochter Tecnomasio Italiano Brown Boveri (TIBB). Der zweigeteilte Wagenkasten stützt sich in der Mitte unter dem Kastengelenk auf einem Jakobsdrehgestell ab. Die Ergänzung der elektrischen Ausrüstung, die die SSIF 1979/80 einbaute, lieferte ebenfalls die TIBB.
Die Fahrzeuge lösten die ABDe 4/4 in den Regionalzügen auf dem italienischen Streckenabschnitt ab, während auf dem schweizerischen Streckenabschnitt diese Funktion die neuangeschafften Be 4/8 41–42 übernahmen (die ihrerseits später an die FLP verkauft wurden).
| Nummer FLP | Nummer SSIF | EVN              | FLP       | SSIF  | Name     | Ausrangierung |
| ---------- | ----------- | ---------------- | --------- | ----- | -------- | ------------- |
| 12         | 33          | 94 83 4660 033-1 | 1968–1977 | 1979– | Sempione | -             |
| 11         | 34          | 94 83 4660 034-9 | 1968–1978 | 1979– | Piemonte | -             |
| 10         | 35          | 94 83 4660 035-6 | 1968–1978 | 1979– | Verbano  | -             |

Der Triebwagen Nr. 34 entgleiste am 31. Oktober 1981 als Folge einer Fehlbedienung und der daraus resultierenden zu hohen Geschwindigkeit bei der Talfahrt Richtung Domodossola rund einen Kilometer unterhalb der Station Coimo in einer Kurve. Er rutschte rund 50 Meter tief einen bewaldeten Abhang hinunter. Die Bäume bremsten das Fahrzeug und hielten es aufrecht, was schlimmeres verhinderte. Einige Reisende erlitten Prellungen, die übrigen kamen mit dem Schrecken davon. Der Triebwagen wurde dabei in der Mitte auseinandergerissen und getrennt. Die Bergung war sehr schwierig, da sich die Unglücksstelle in einer unwegsamen Gegend ohne Strassen befand. Deswegen wurde ein provisorisches Gleis vom Streckengleis zur Unglücksstelle verlegt, auf dem die beiden Wagenhälften am 2. Dezember 1982 hochgezogen wurden. Die SSIF wurde bei der Bergung von SBB und BLS unterstützt.